# Temnora swynnertoni
Temnora swynnertoni là một loài bướm đêm thuộc họ Sphingidae. Loài này có ở phía đông Zimbabwe.
Sải cánh khoảng 34–37 mm. Nó gần giống loài Temnora plagiata fuscata but the forewing outer margin is only slightly crenulated. Phía trên cánh trước giống Temnora plagiata fuscata.